# Rudyard, Montana

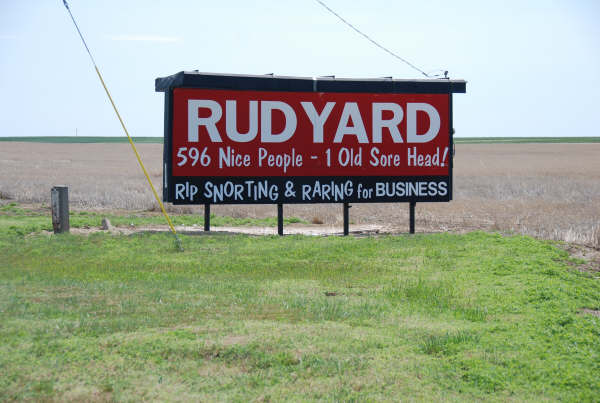

Rudyard är en stad i norra Montana i USA. Den är i Hill County. Staden är ett icke-inkorporerat samhälle.